# Prali
Prali (piemontiul: Praly, okcitánul: Praal) egy olasz község Piemont régióban, Torino megyében 72 km-re Torinótól a Germanasca-völgyben. A XX. téli olimpiai játékokon itt tartották az alpesisí és a sífutás versenyszámait.

## Testvérvárosok
- Abriès, Franciaország

## Fordítás
- Ez a szócikk részben vagy egészben  a   Prali című olasz Wikipédia-szócikk fordításán alapul.  Az eredeti cikk szerkesztőit annak laptörténete sorolja fel. Ez a jelzés csupán a megfogalmazás eredetét és a szerzői jogokat jelzi, nem szolgál a cikkben szereplő információk forrásmegjelöléseként.